# 앤 헌
앤 헌(Ann Hearn, 1953년 6월 27일 ~ )은 미국의 배우, 텔레비전 배우, 영화배우이다.

## 영화
- 스트레인지 네이쳐 (2018년)
- 프랭키와 자니 결혼하다 (2003년)
- 스틱스 & 스톤즈 (1996년)
- 워 앳 홈 (1996년)
- 데스 인 스몰 도지스 (1995년)
- 의뢰인 - 시리즈 (1995년)
- 아빠는 나의 영웅 (1994년)
- 우리 둘이 집 밖에 (1993년)
- 귀여운 빌리 (1993년)
- 로렌조 오일 (1992년) - 로레타 머스카틴 역
- 오멘 4 (1991년) - 조 튜슨 역
- 귀여운 악마 (1991년)
- 미러 미러 (1990년)
- 피고인 (1988년) - 샐리 프레이저 역
- 노바디스 풀 (1986년)
- 더 돌메이커 (1984년)